# Ulrich von Planta
Ulrich von Planta (* 17. Februar 1791 in Samedan, Kanton Graubünden; † 3. März 1875 in Tamins) war ein Schweizer Hauptmann und Politiker.

## Leben und Werk

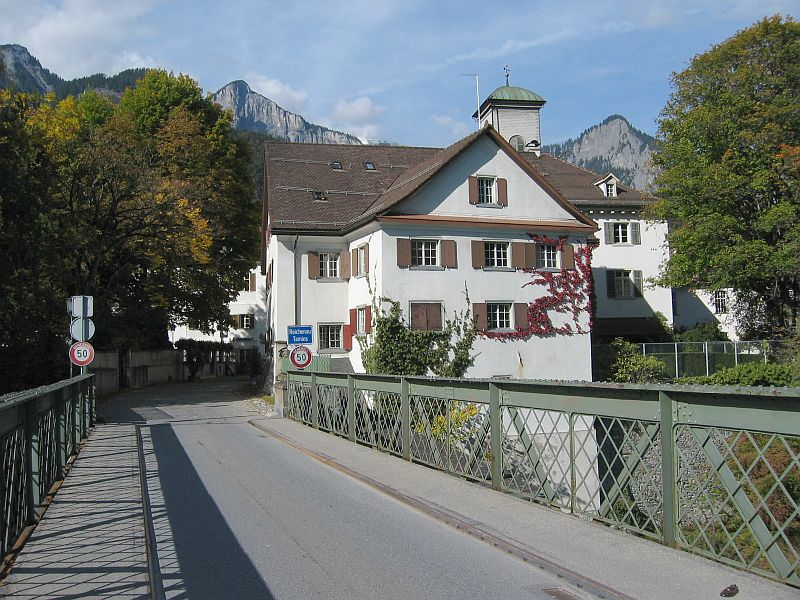
Familienstammsitz, Schloss Reichenau in Tamins

Planta war der zweite Sohn des Oberst und Bundespräsidenten Florian von Planta (1763–1843) und der Catharina, geborene von Salis-Sils. Sein Bruder war Vinzenz von Planta (1799–1851). Planta heiratete Anna-Margaretha von Planta. Ihr Sohn war Adolf von Planta, ihr Enkel Alfred von Planta. Planta war mit Otto Carisch befreundet.

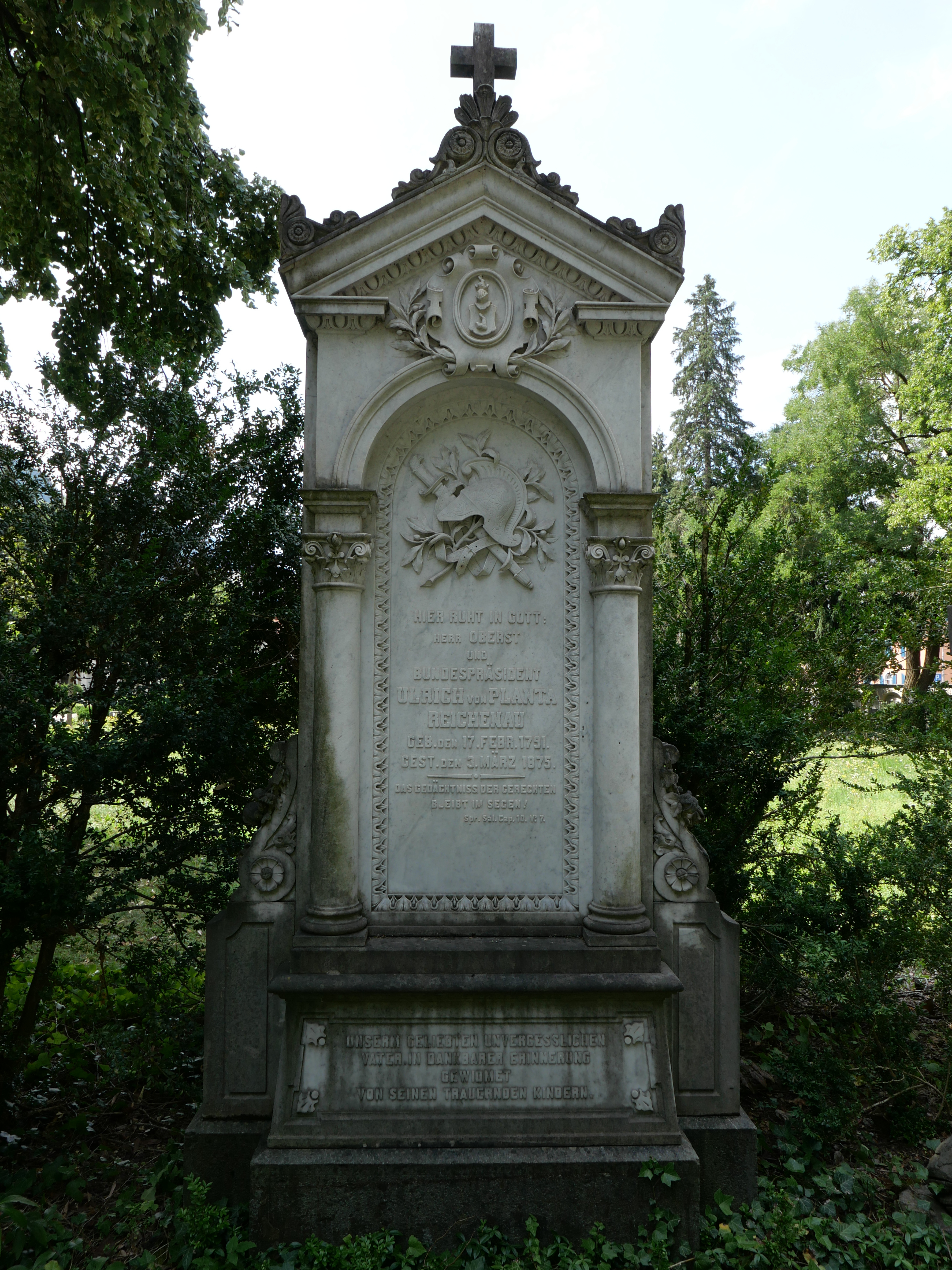
Von Plantas Grab auf dem Friedhof Daleu in Chur.

Nachdem Planta das Institut à Porta in Ftan, das Gymnasium in Pforzheim und die Kantonsschule Chur absolviert hatte, machte er 1809 als Offizier der bünderischen Miliz die Grenzbesetzung im französisch-österreichischen Krieg mit. Nach der Entlassung des Bataillons studierte Planta an der Universität Heidelberg Rechtswissenschaften und leistete nach seiner Rückkehr 1813 wieder Militärdienst in der Bündner Miliz. Planta wünschte die Beteiligung Graubündens und der Schweiz am Kampf gegen Napoleon. 1819 quittierte Planta den holländischen Dienst und erwarb das Schloss Reichenau, das er zu einem Herrschaftssitz ausbauen liess.
Als Liberalkonservativer Politiker war Planta im Bündner Grossrat und im Kleinen Rat. Planta vertrat 1828 und 1832 den Kanton Graubünden an der Tagsatzung, die ihn zum eidgenössischen Obersten und Befehlshaber der für die Besetzung Neuenburgs bestimmten eidgenössischen Truppen ernannte.
1839 und 1843 diente er als Bundespräsident im Kleinen Rat und 1843 auch als Standespräsident an der Spitze des Grossen Rathes.
Mitte der 1830er Jahre war Planta als Mitglied des Oberappellationsgerichtes, des evangelischen Schulrates, des späteren Erziehungsrates, des Handelsgerichts, als Präsident der Strassenkommission von 1842 bis 1850 tätig. Als solcher unterstützte Planta die bündnerische Eisenbahnbestrebungen. Zudem gehörte Planta zu den Gründern der Geschichtsforschenden Gesellschaft.